# Tillandsia 'Flagstaff'
Tillandsia 'Flagstaff' es un  cultivar híbrido del género Tillandsia perteneciente a la familia  Bromeliaceae.
Es un híbrido creado en el año 1984 con las especies Tillandsia 'Elisa' × Tillandsia roland-gosselinii.